# Henry Rousso
Henry Rousso (Cairo, 1954) é um historiador francês especializado na Segunda Guerra Mundial enquanto situada na França. Estudou na École normale supérieure de Saint-Cloud, em Sorbonne e no Institut d'Etudes Politiques de Paris.
Entre os trabalhos notáveis de Rousso está um livro seminal sobre a França de Vichy. Intitulado Le Syndrome de Vichy, foi nesta obra, lançada em 1987, em que ele cunhou uma frase que passou a ser amplamente utilizada para descrever aquele período da história francesa: passé qui ne passe pas ("passado que não passa").
Rousso trabalha atualmente como Diretor de Pesquisas do Centre National de la Recherche Scientifique, com o qual esteve envolvido desde 1981.